# Podziemne trasy turystyczne w Jarosławiu

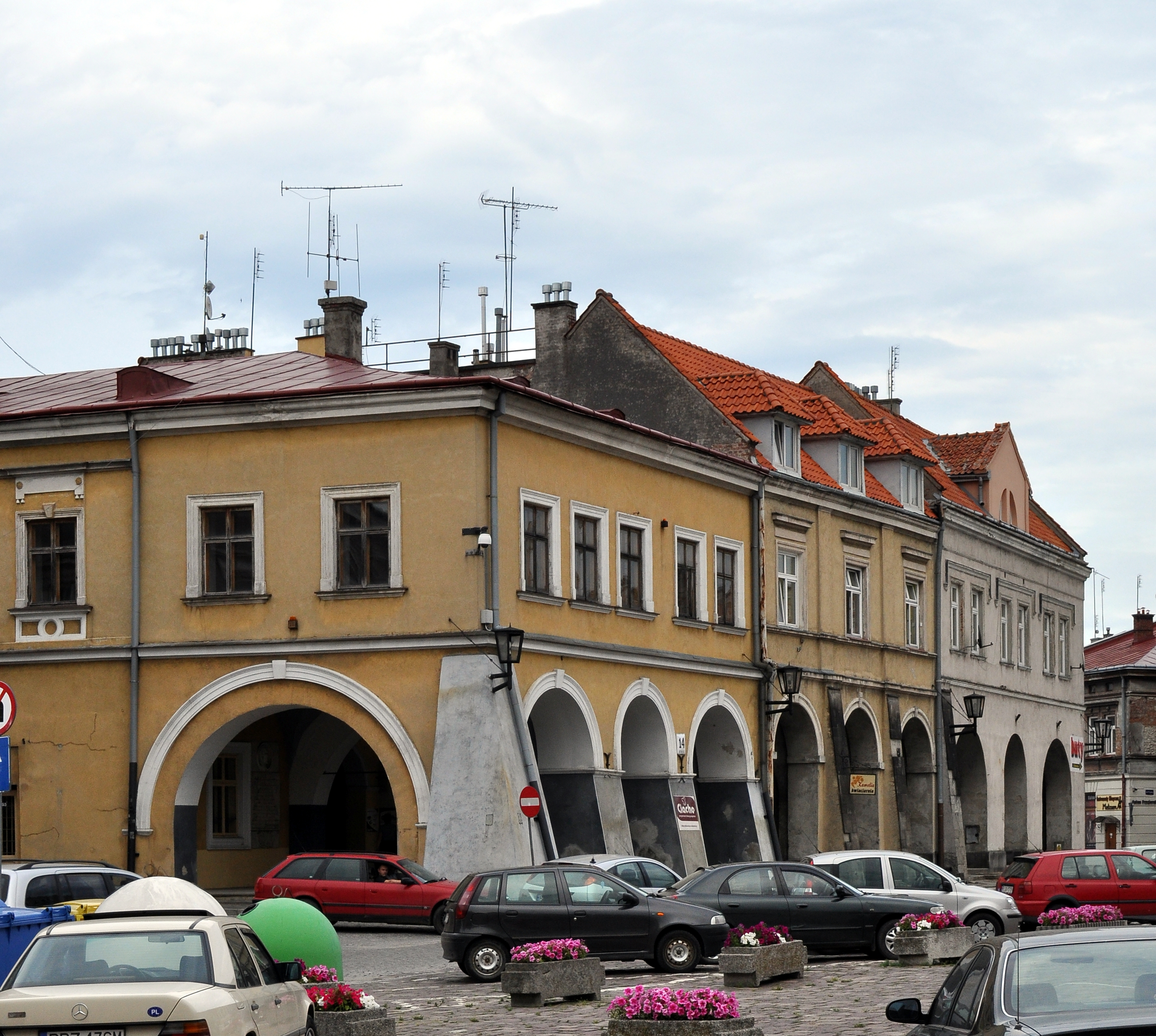
Kamienica Rydzikowska (pierwsza z lewej)

Podziemne trasy turystyczne w Jarosławiu – dwa obiekty, stanowiące połączone w trasę turystyczną zespoły dawnych miejskich piwnic, znajdujące się w Jarosławiu (województwo podkarpackie).

## Podziemna Trasa Turystyczna im. prof. Feliksa Zalewskiego
Podziemna Trasa Turystyczna im. prof. Feliksa Zalewskiego to trzykondygnacyjny zespół dawnych miejskich piwnic, pochodzących z okresu od XV do XVII wieku, znajdujący się pod kamienicą przy Rynku 14 (Kamienica Rydzikowska). Geneza jej powstania sięga lat 50. i 60. XX wieku, kiedy to – w wyniku awarii sieci wodociągowej – zaczęło dochodzić do uszkodzeń budynków w obrębie jarosławskiej starówki. Wówczas to rozpoczęto prace zabezpieczająco-eksploracyjne, prowadzone przez zespół pracowników Akademii Górniczo-Hutniczej w Krakowie pod kierownictwem prof. Feliksa Zalewskiego, a następnie jego wychowanka, prof. Zbigniewa Strzeleckiego.
Po zakończeniu zabezpieczeń i adaptacji piwnic, 1 czerwca 1984 roku uroczyście otwarto trasę oraz odsłonięto tablicę upamiętniającą prof. Zalewskiego. W uznaniu zasług dla ratowania zespołu staromiejskiego trasa otrzymała imię prof. Feliksa Zalewskiego.

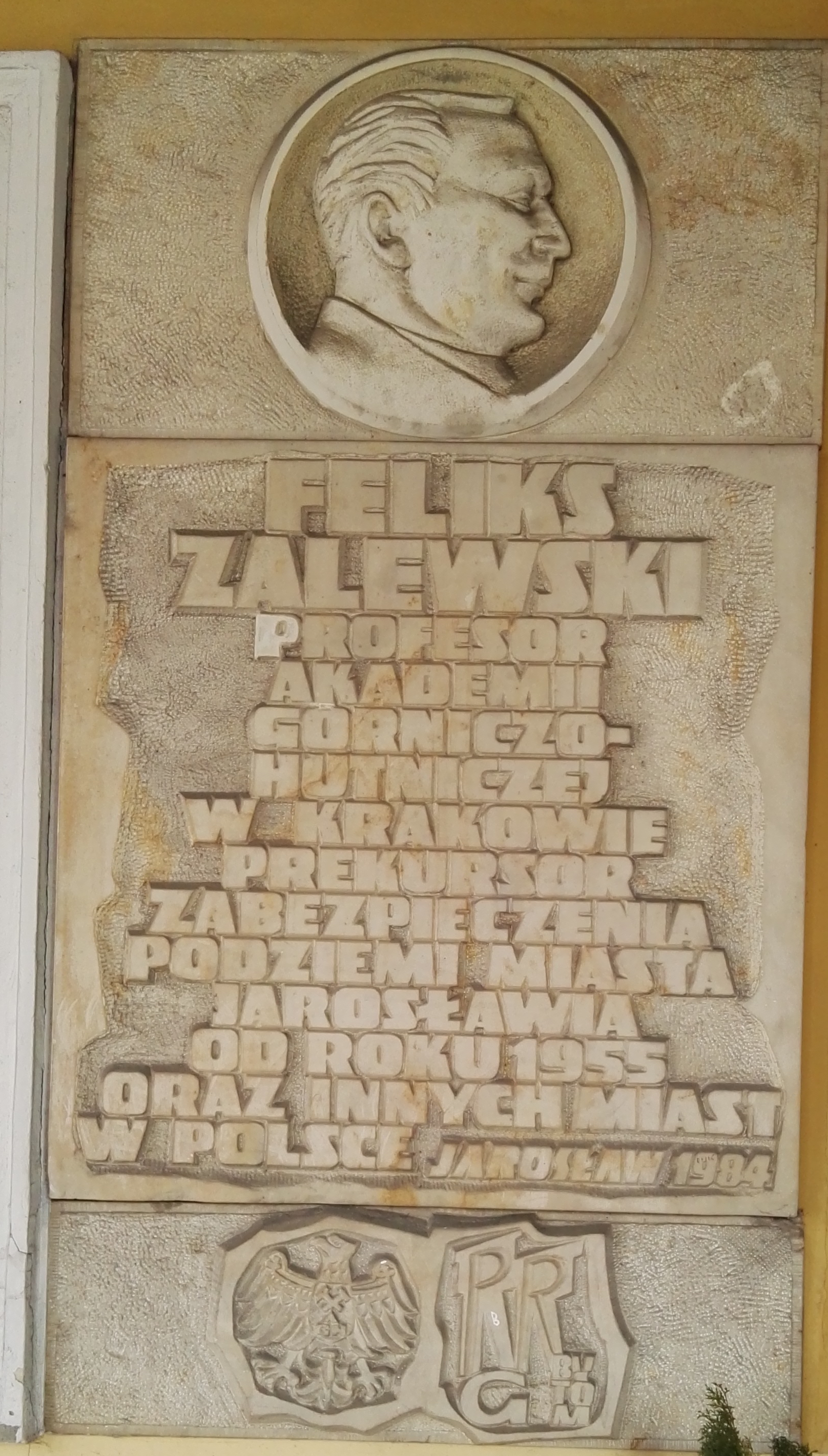
Jarosław Rynek 14, tablica pamiątkowa – prof. Feliks Zalewski

Trasa ma 150 metrów długości i w najgłębszym miejscu sięga 9 metrów pod powierzchnią gruntu. Jest obiektem całorocznym. Zwiedzanie odbywa się w grupach z przewodnikiem. Jej udostępnianiem do roku 2015 zajmowało się Centrum Promocji i Kultury w Jarosławiu. Obecnie trasę udostępnia nowy właściciel po wcześniejszym uzgodnieniu terminu.

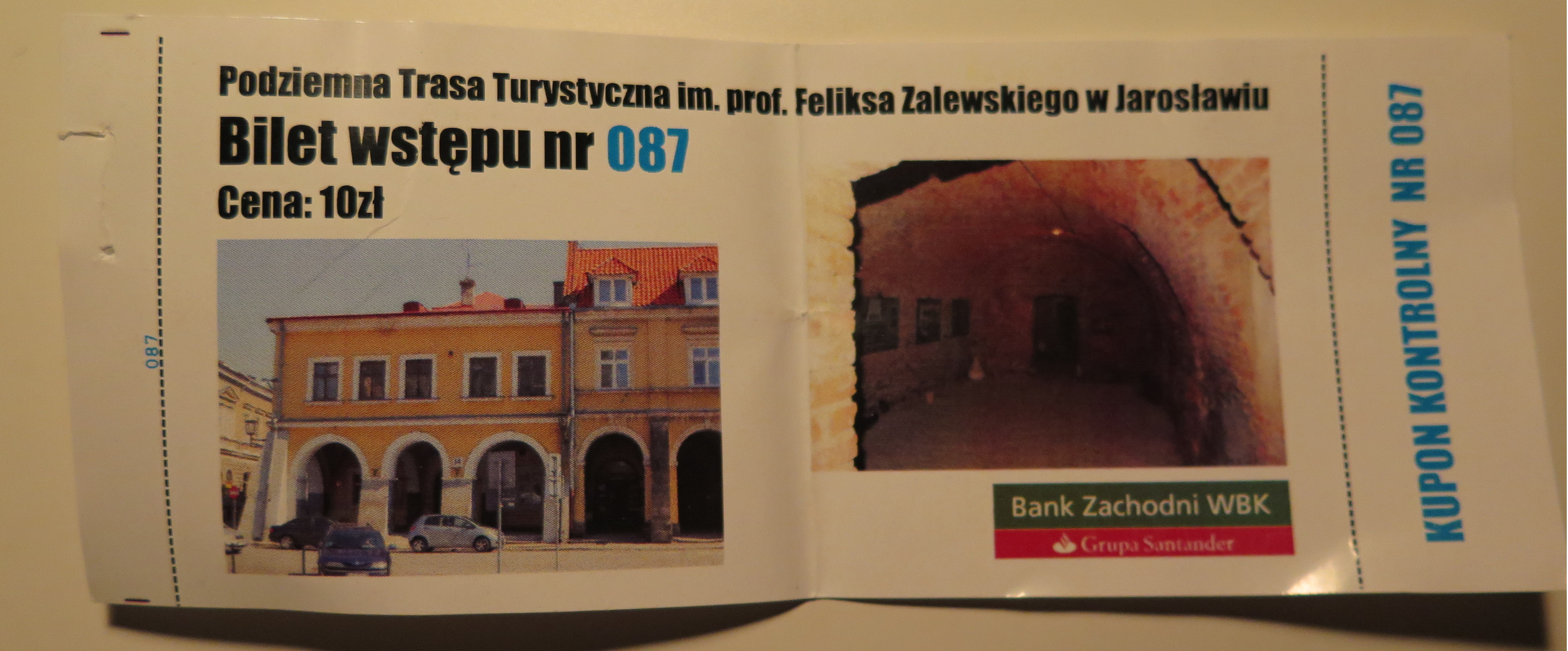
Bilet wstępu (2016), Podziemna Trasa Turystyczna im. prof. Feliksa Zalewskiego

## Podziemne Przejście Turystyczne

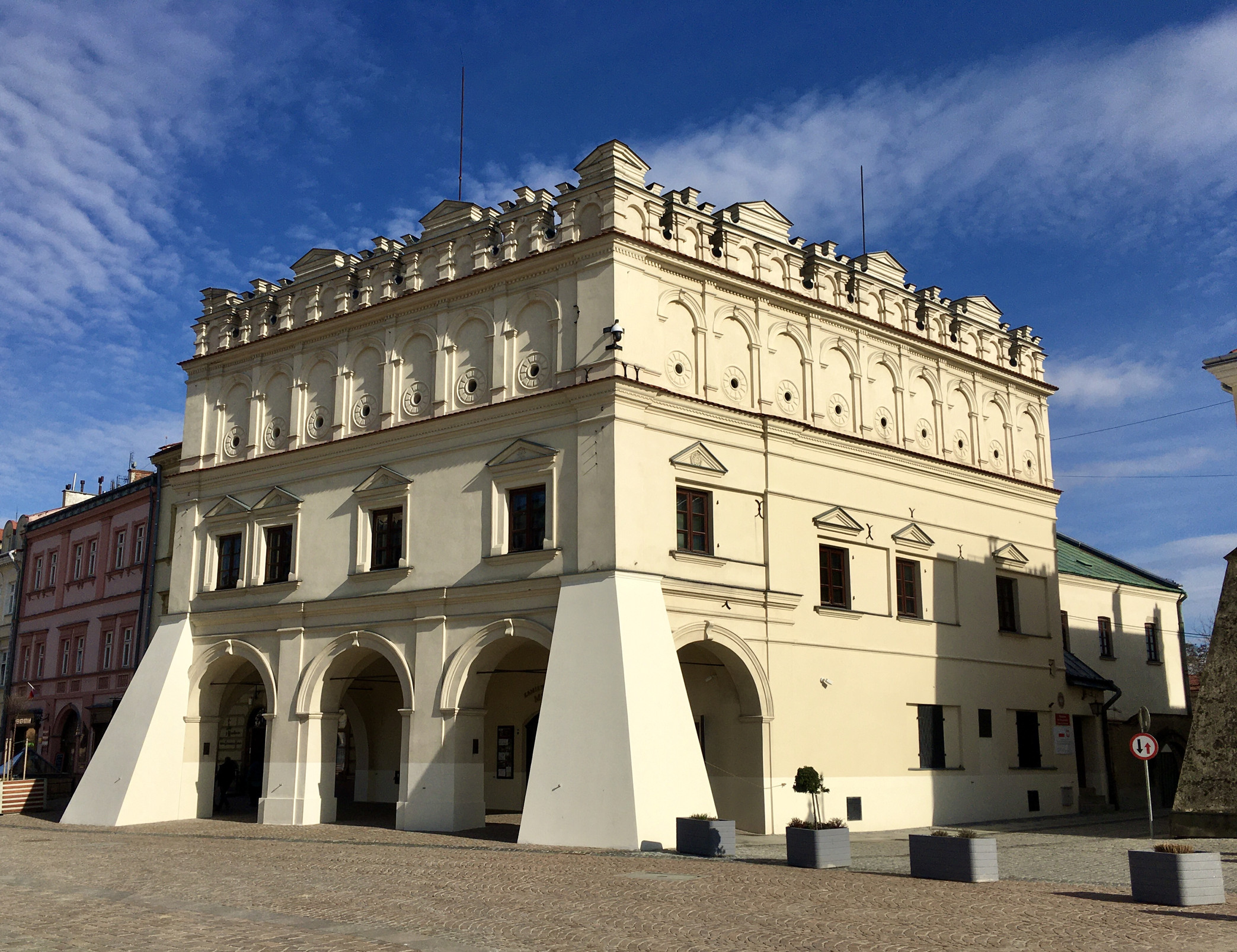
Muzeum w Jarosławiu Kamienica Orsettich

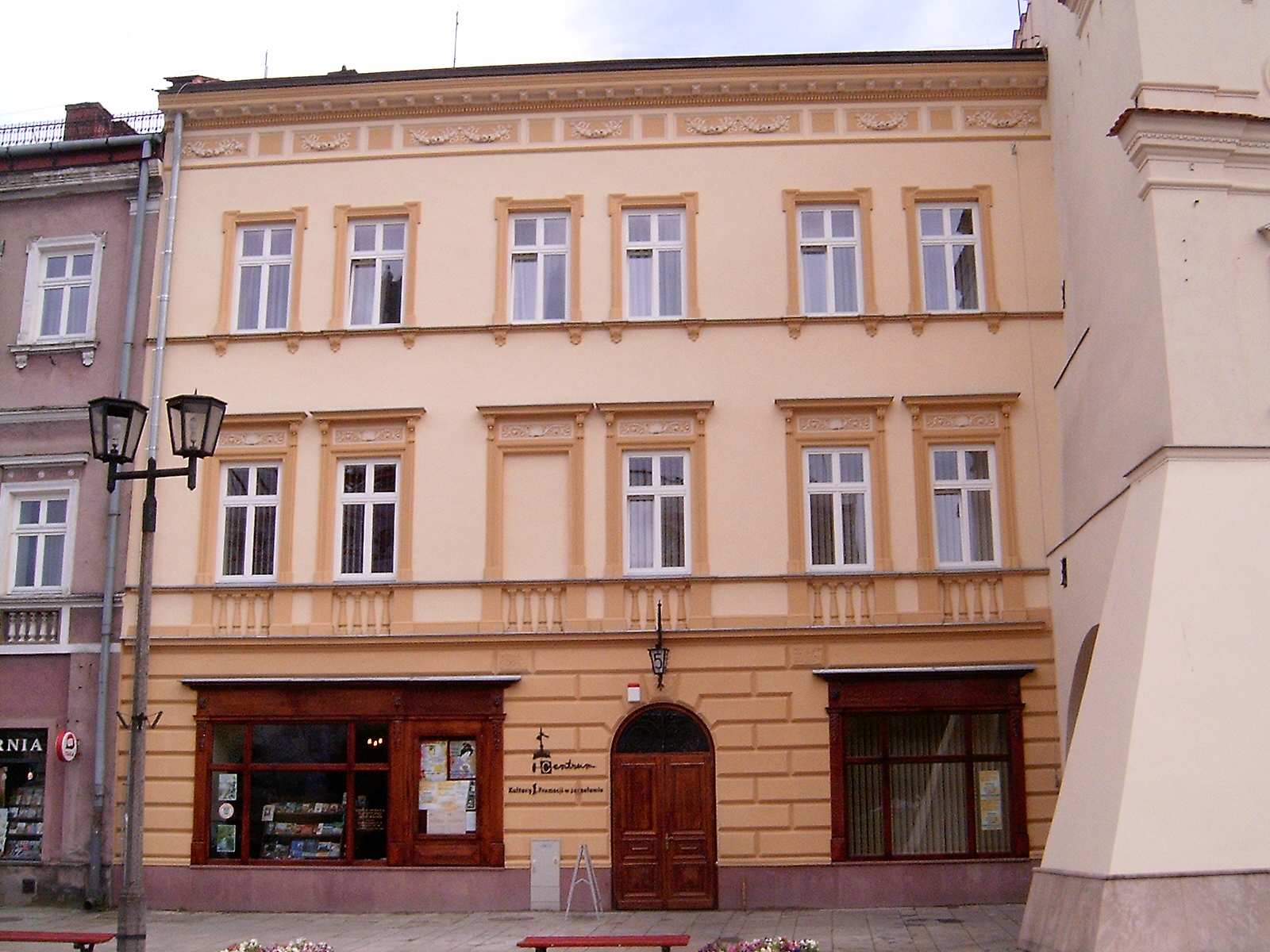
Kamienica Attavanich

Podziemne Przejście Turystyczne podziemna trasa turystyczna udostępniana przez Centrum Promocji i Kultury w Jarosławiu, łączy piwnice pod kamienicami przy Rynku 4 (Kamienica Orsettich), Rynku 5 (Kamienica Attavantich) oraz Rynku 6 (Kamienica Gruszewiczów). Trasa powstała w ramach projektu „Jarosław – Użgorod: wspólna inicjatywa na rzecz podniesienia atrakcyjności turystycznej historycznych miast partnerskich”, realizowanego w ramach Programu Współpracy Transgranicznej Polska – Białoruś – Ukraina. Trasa ma mieć 187 metrów długości, a w najgłębszym miejscu sięgać 5,6 metra pod powierzchnię gruntu. Jej otwarcie miało miejsce 6 grudnia 2015 roku. Na trasie zlokalizowane są ekspozycje archeologiczno-historyczne. Atrakcją jest wirtualna podróż łodzią, nawiązująca do XVI i XVII -wiecznych podróży handlowych, odbywanych Wisłą czy Sanem.  Podczas niej zobaczyć można m.in. ówczesne wizerunki takich miast, jak Sandomierz, Warszawa, Toruń czy Gdańsk. W ramach trasy działa wystawa dokumentująca prace wykonane w celu ratowania Starego Miasta przed zawaleniem na skutek zalewania przez wodę wielopoziomowych piwnic. Trasa pokazuje zwyczaje i tryb życia mieszkańców miasta w czasach jego świetności.